# Expeditricen fra Stormagasinet
Expeditricen fra Stormagasinet er en amerikansk stumfilm fra 1921 af Maurice Tourneur.

## Medvirkende
- Hope Hampton som Joan Grainger
- Harry Woodward som John Warren
- Jack McDonald som Bennett Barton
- James Gordon som John Garson
- Rae Ebberly som Dolly
- Joe Singleton som Simpson
- Poupee Andriot som Madeline
- Dan Crimmins, Jr. som Jimmy